# Theekopjes
Theekopjes is een theekopjesattractie in het Nederlandse Attractiepark Toverland en staat in het themagebied het Land van Toos.
Theekopjes is gethematiseerd naar de naam van het attractietype: theekopjes. De grote draaischijf bestaat uit twaalf theekoppen met in het midden een theepot. De grote draaischijf bestaat uit vier kleinere schijven. Op elke kleine schijf staan drie theekopjes. Elk theekopje kan om zijn eigen as draaien en is blauw, geel of rood gekleurd.
De attractie werd geopend op 19 mei 2001 onder de naam Tea Cups tegelijkertijd met de opening van het attractiepark. Het is het 'tweede leven' voor de theekopjesattracties; Attractiepark Toverland heeft de attractie namelijk tweedehands gekocht van een ander park.
In 2012 wilde attractiepark Toverland Tea Cups afbreken en vervangen voor een andere attractie, omdat de attractie volgens Toverland helemaal afgeschreven was.
Op 7 juli 2012 werd de naam Tea Cups gewijzigd naar Theekopjes. In 2017 werd de attractie gerenoveerd.

## Sluitingen
- In september 2017 werd de attractie voor een maand gesloten, waarna de technische aandrijving en het besturingssysteem vernieuwd werd.
- Midden juni 2021 was de attractie meer dan een maand gesloten door een technische storing. Na meer dan een maand kon de attractie terug open.
- In de wintersluiting van 2021-2022 werd de attractie uit elkaar gehaald voor onderhoud. Dit duurde echter langer dan gepland waardoor de attractie niet toegankelijk was bij de heropening in 2022. In juli 2022 ging de attractie terug open.

Lijst van attracties in Attractiepark Toverland · Afbeeldingen